# John Dirne
John Dirne, artiestennamen John Marks en John Christian (Amsterdam, 14 september 1981), is een Nederlands producer en dj van amusementsmuziek en dance. Meer dan honderd producties van hem kwamen in de Top 100.

## Biografie
Zijn vader is eveneens producer. Op jonge leeftijd wist hij al dat hij de muziek in wilde, al wist hij nog niet meteen op welke manier. Hij is als producer actief sinds circa 1998 en werkt vanuit zijn muziekstudio White Villa in Ede.
Hij produceerde voor dj's als Eric Dikeb en Mental Theo, voor feestartiesten als Gebroeders Ko en De Sjonnies, en sinterkkaasliedjes voor De Club van Sinterklaas. Ondertussen werkt hij voor binnen- en buitenlandse artiesten in de clubscene.
Hij brengt ook eigen muziek uit, zowel solo als John Marks (2004-2009) en John Christian (sinds 2009), als met anderen in Secret Service (2002), Parla & Pardoux (2004-2008), Team X (2005) en Marks & Gates (2006). Verder nam hij muziek op met onder meer Gerard Joling, René Froger, Gordon, The Moon en Patricia Paay. Daarnaast is ook hij betrokken als muziekproducer en als lid van het creatieve team bij de concerten van De Toppers.
Meer dan honderd singles bereikten de Top 100, waarvan zeven in de Top 10.

## Singles
Hieronder volgt een overzicht van singles die hij als artiest uitbracht, soms samen met anderen.

### Parla & Pardoux
In Parla & Pardoux werkte hij samen met Maurice van Woensel, een rapper en danseressen.
| Jaar | nummer                     | Top 100 | weken | opmerking        |
| ---- | -------------------------- | ------- | ----- | ---------------- |
| 2000 | Close your eyes            | 42      | 13    |                  |
| 2001 | Liberté                    | 29      | 9     |                  |
| 2002 | Liberté (the 2002 remixes) | 21      | 12    |                  |
| 2002 | Viva la revolution         | 20      | 11    |                  |
| 2004 | Forever and ever           | 19      | 6     | met Denize       |
| 2008 | Jump & let's party         | 23      | 11    | versus DJ Galaga |

### Secret Service
| Jaar | nummer | Top 100 | weken | opmerking |
| ---- | ------ | ------- | ----- | --------- |
| 2002 | Cry    | 50      | 5     |           |

### Team X
In Team X, en ook Marks & Gates, werkte hij samen met Roy Poortmans, alias Roy Gates.
| Jaar | nummer   | Top 100 | weken | opmerking |
| ---- | -------- | ------- | ----- | --------- |
| 2005 | Pump up  | 42      | 7     |           |
| 2006 | X-vision | 49      | 5     |           |
| 2008 | Popcorn  | 67      | 1     |           |

### John Marks
| Jaar | nummer                          | Top 100 | weken | opmerking                  |
| ---- | ------------------------------- | ------- | ----- | -------------------------- |
| 2004 | Tracking                        | 86      | 7     |                            |
| 2004 | Don't stop                      | 38      | 5     |                            |
| 2005 | Update                          | 33      | 6     | Dancesmash op Radio 538    |
| 2005 | Do it again                     | 45      | 7     |                            |
| 2006 | Carnival                        | 20      | 9     | Dancesmash op Radio 538    |
| 2007 | Insanity                        | 17      | 10    |                            |
| 2007 | Can you feel it?                | 10      | 7     | met Gerard, René en Gordon |
| 2007 | Blow the speakers               | 67      | 3     | versus The Moon            |
| 2008 | What do you say                 | 13      | 10    | met Blain                  |
| 2008 | Summerbreeze (official anthem)  | 29      | 8     |                            |
| 2009 | Sledgehammer                    | 22      | 11    | met René Froger            |
| 2009 | Who's that lady with my man '09 | 83      | 2     | met Patricia Paay          |